# Vendays-Montalivet
Vendays-Montalivet ist eine französische Gemeinde im Département Gironde in der Region Nouvelle-Aquitaine.
Die Gemeinde hat 2.820 Einwohner (Stand 1. Januar 2022), die sich im Wesentlichen auf die beiden Ortsteile Montalivet-les-Bains und Vendays verteilen. Die Gemeinde lebt vorwiegend vom Tourismus, der sich vor allem im am Meer gelegenen Montalivet-les-Bains konzentriert. Das Gemeindegebiet gehört zum Regionalen Naturpark Médoc.
Der Ortsteil Vendays hat eine Kirche, eine Grundschule, einen Supermarkt und eine Poststelle, sowie diverse kleinere Geschäfte. Die Vegetation in der Gemeinde ist im Wesentlichen Kiefernwald.
Im Ortsteil Vendays befindet sich der regionale Stützpunkt der Feuerwehr.

## Bevölkerungsentwicklung
| Jahr                       | 1962 | 1968 | 1975 | 1982 | 1990 | 1999 | 2006 | 2017 |
| Einwohner                  | 1568 | 1630 | 1597 | 1636 | 1681 | 1827 | 2156 | 2445 |
| Quellen: Cassini und INSEE |      |      |      |      |      |      |      |      |